# 9 janvier 1984
Le lundi 9 janvier 1984 est le 9e jour de l'année 1984.

## Naissances
- Oliver Jarvis, pilote automobile anglais
- Bobby Jones, joueur américain de basket-ball
- Kathrin Müller, triathlète allemande professionnelle, championne d'Europe et du monde de cross triathlon en 2014
- James Godday, athlète nigérian spécialiste du 400 mètres
- Vincent Descombes Sevoie, sauteur à ski français
- Kalifa Cissé, footballeur franco-malien
- Firehiwot Dado, athlète éthiopienne, spécialiste des courses de fond
- César Cortés, footballeur chilien
- Dustin Richardson, joueur américain de baseball
- Derlis Florentín (mort le 28 mars 2010), footballeur paraguayen
- Hussein Yasser, footballeur qatari

## Décès
- Jean-Jacques Fouqueteau (né le 13 octobre 1922), homme politique français

## Autres événements
- Inauguration des stations Du Collège, De la Savane, Namur sur la Ligne orange (métro de Montréal)
- Début de la diffusion en Angleterre de la série Le Joyau de la couronne